# Pompeo Gorini
Mario Pompeo Gorini (Forlì, ...) è un funzionario italiano.

## Biografia
Fin dagli anni venti Gorini lavorò per molti anni nelle amministrazioni coloniali italiane e presso il Ministero delle Colonie. Alla fine degli anni trenta arrivò alla carica di prefetto, fu poi governatore in Harar (Africa Orientale Italiana) e, nel dopoguerra, segretario generale dell'amministrazione fiduciaria italiana in Somalia (A.F.I.S.).